# Avianca
Avianca (акронім з іспанської мови Aerovías Nacionales de Colombia S.A., тепер Aerovías del Continente Americano S.A.) — державна авіакомпанія Колумбії зі штаб-квартирою в Боготі. Головним вузлом є аеропорт El Dorado.